# Грависка

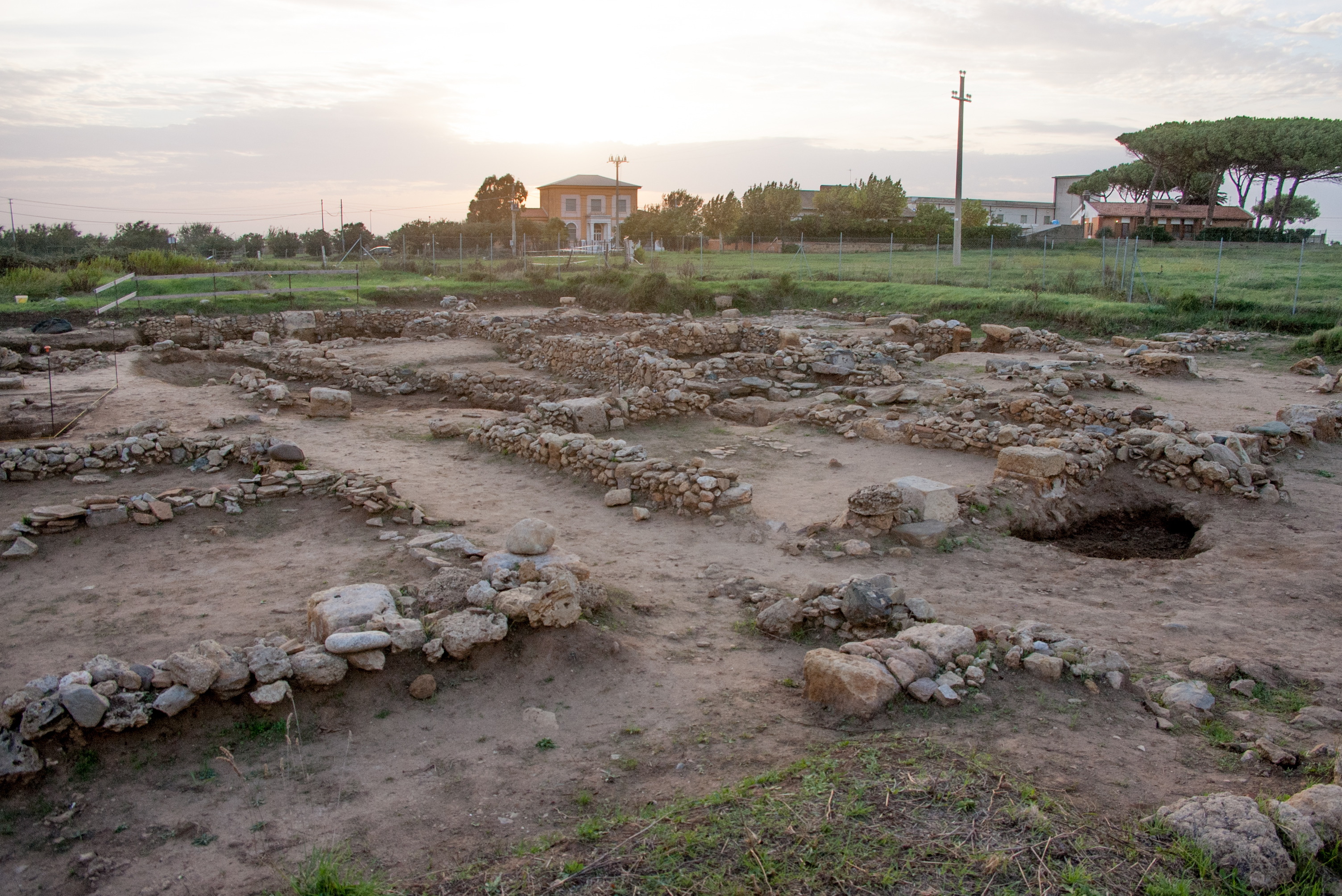
Раскопки в Грависке (университет Перуджи)

Грависка (современное название, итал. Gravisca), также Грависки (древнее название, лат. Graviscae) — археологический памятник в Италии (Лацио). Представлял собой этрусский порт, обслуживавший город Тарквинии, располагался в 8 км к западу от центра города.
Этрусское поселение существовало с 600 по 250 г. до н. э., пройдя 4 фазы развития. В 181 г. на его месте была основана «колония» для римских граждан. Порт одновременно был рынком (эмпорионом), существуют многочисленные свидетельства присутствия торговцев, а также греческих ремесленников. Засвидетельствовано почитание многочисленных греческих богов, в том числе Афродиты, Геры, Деметры, Аполлона.